# 埃默森鎮區 (內布拉斯加州哈倫縣)
埃默森鎮區（英語：Emerson Township）是位於美國內布拉斯加州哈倫縣的一個行政鎮區。

## 地方資料
埃默森鎮區的面積為93.37平方千米，當中陸地面積為92.25平方千米，而水域面積為1.12平方千米。根據2020年美國人口普查的數據，當地共有人口265人，而人口密度為每平方千米2.84人。